# Zavadlav
Zavadlav je priimek več znanih Slovencev:
- Ana Zavadlav (*1970), slikarka, ilustratorka, grafičarka, fotografinja
- Anja Zavadlav (*1960), alpska smučarka
- Dušan Zavadlav (1922—2004), strojnik/tehnik, šolnik (Mb)
- Emil Zavadlav (*1958), strojnik, gospodarstvenik?
- Ivanka Zavadlav (1924—?), prosvetna delavka in pesnica
- Izidor Zavadlav (1909—1946), duhovnik, mučenec
- Majda Zavadlav (1949—2023), učiteljica, kulturna delavka, amaterska igralka (Štandrež)
- Metod Zavadlav (*1940), fotograf
- Silvan (*1968) in Tiziana (*1967) Zavadlav, organista
- Viljem Zavadlav (1924—2024), partizan, kmet, predsednik štandreškega kmečkega društva
- Viljem Zavadlav (*1928), urednik in fotograf
- Zdenko Zavadlav (1924—2006), publicist, nakdanji Oznovec, skesanec